# Trung tâm Di sản thế giới
World Heritage Centre hay Trụ sở UNESCO (tiếng Pháp: Maison de l'UNESCO) là một tòa nhà được xây dựng vào ngày 3 tháng 11 năm 1958 có địa chỉ tại số 7, Place de Fontenoy, Paris, Pháp. Tòa nhà phục vụ như là trụ sở chính của Tổ chức Giáo dục, Khoa học và Văn hóa Liên Hợp Quốc (UNESCO) và cũng là một công trình văn hóa cho phép mọi người tham quan tự do.

## Thiết kế
Công trình được thiết kế bởi ba kiến trúc sư là: Bernard Zehrfuss (Hoa Kỳ), Marcel Breuer (Pháp) và Pier Luigi Nervi (Ý). Bản vẽ cũng được xác nhận bởi một Ủy ban quốc tế gồm 5 kiến trúc sư nổi tiếng gồm Lúcio Costa (Brazil), Walter Gropius (Hoa Kỳ), Le Corbusier (Pháp), Sven Markelius (Thụy Điển) và Ernesto Nathan Rogers (Ý), với sự cộng tác của kiến trúc sư người Mỹ gốc Phần Lan Eero Saarinen.

## Mô tả
Tòa nhà chính là nơi làm việc của các thành viên Ban thư ký, gồm 7 tầng hình thành một ngôi sao ba cánh. Một tòa nhà hình đàn xếp được thêm vào ở góc là nơi dành cho các phái đoàn thường trực và các tổ chức phi chính phủ.
Các tòa nhà nằm trên một mảnh đất hình thang có diện tích 30.350 mét vuông (326.700 foot vuông), cắt góc phía đông bắc hình bán nguyệt của Place de Fontenoy. Tòa nhà được bao quanh bởi các đường Saxony, Segur de Suffren và Lowendal.
Mảnh đất xây dựng trụ sở là tài sản của quốc gia Pháp. Bằng một nghị định ngày 22 tháng 12 năm 1952 nó đã được Bộ trưởng Bộ ngoại giao Pháp đưa ra để UNESCO xem xét. Và điều này được thực hiện bởi một hợp đồng thuê có thời hạn 99 năm, gia hạn khi gần đáo hạn với tiền thuê trên danh nghĩa là 1.000 franc mỗi năm. Ngoài ra, trụ sở của tổ chức liên chính phủ trên lãnh thổ Pháp được điều chỉnh thỏa thuận bằng một quyền ưu đãi, miễn trừ. Cả hai thỏa thuận sau đó được ký kết tại Paris vào hai ngày 25 tháng 6 và 25 tháng 7 năm 1954.
Quốc hội Pháp sau đó đã thông qua việc cho thuê thông qua một đạo luật ban hành ngày 6 tháng 8 năm 1955 có hiệu lực theo phê chuẩn Hiệp định trụ sở của Tổng thống nước Cộng hòa. Hiệp định chính thức có hiệu lực vào ngày 23 tháng 11 năm 1955 và được ban hành thông qua một nghị định 11 tháng 1 năm 1956.

Toàn cảnh Paris nhìn từ tòa nhà Trung tâm Di sản thế giới.